# 게르트 크라빙켈
게르트 "크랄레" 크라빙켈(독일어: Gert "Kralle" Krawinkel, 1947년 4월 21일 ~ 2014년 2월 16일)는 1980년대 팝 그룹 트리오의 기타리스트로 잘 알려진 독일의 음악가이다.